# 西村信章
西村 信章（にしむら のぶあき、1992年10月3日 - ）は、日本の俳優、タレントである。兵庫県出身。龍谷大学国際文化学部卒業。INCUBATION（インキュベーション）所属。かつては長良プロダクション（長良マネジメント）やGVMに所属していた。また、長良マネジメント所属時は西村信彰の芸名で活動していた。

## 経歴
- 2013年、オスカープロモーションと洋服の青山共催の「第1回 美ジネスマン＆美ジネスウーマンコンテスト」でファイナリストになる。
- 2014年、オーデション情報誌『デ☆ビュー』限定オーディション「Push!」で合格し、長良グループに所属[1]。
- 2014年9月、週刊朝日名物「女子大生表紙シリーズ」で俳優を目指すイケメン大学生として表紙を飾った[2]。
- 2015年、舞台「春までの距離」で俳優デビュー。初舞台にして主演を務めた[3]。
- 2016年、ONE PIECE LIVE ATTRACTION〝2〟でトラファルガー・ロー役に抜擢される[4]。

## 人物
- 身長184cm。血液型はB型。
- 特技は乗馬、水泳、野球。
- 小中高大学と野球部に所属していた[5]。高校時代は甲子園に出場経験がある。
- 出生時の体重は富士山の標高と同じ数字の3776ｇ。
- 三人兄弟の長男で、弟が二人いる。
- 女優で歌手の綿引さやかは、はとこにあたる[6]。
- SMAPのファンで、尊敬するタレントは木村拓哉。

## 出演

### テレビ
- 土曜ワイド劇場 新ヤメ検の女（2015年11月7日、朝日放送）
- 情報番組マチコミ（2017年10月 - 12月、テレビ埼玉）リポーターとして出演。

### 舞台
- 春までの距離（2015年1月28日 - 2月1日、風姿花伝）主演・トウマ 役
- 氷川きよし特別公演（2015年3月1日 - 3月29日、明治座）
- ONE PIECE LIVE ATTRACTION〝2〟（2016年4月 - 2017年2月）トラファルガー・ロー 役
- ぼくの天使になれっ！（2016年9月22日、築地ブディストホール）
- ONE PIECE LIVE ATTRACTION 〝3〟『PHANTOM』（2017年4月 - 2018年4月）トラファルガー・ロー 役 ※映像出演
- コンテスト（2017年5月5日、新宿明治安田生命ホール）バンドマン
- ANOTHER STORY（2017年8月15 - 8月17日、座・高円寺2）主演・沖田総司 役
- FINAL JUDGEMENT（2018年4月18日 - 4月22日、座・高円寺2）生田零 役
- SWORDROCKER（2018年6月1日 - 6月3日、HEP HALL）テンゲン 役
- サグル。（2018年8月7日、千本桜ホール）※ゲスト出演
- 君の中に眠るVampire（2018年8月29日 - 8月31日、座・高円寺2）ロザン 役
- 絵画回廊（2018年11月14日 - 11月18日、新宿シアターモリエール）エドヴァルド・M・ビョルスタ 役[7]
- 朗読劇　NO TRAVEL,NO LIFE（2019年1月13日、新宿シダックスカルチャーホール）カザマ&タキ 役
- 紫猫のギリ（東京公演 2019年1月23日 - 2月3日、シアターグリーン BOX in BOX THEATER ・ 大阪公演 2019年3月1日 - 3月3日、ABCホール）珠ノ新 役
- 大正☆クインテット（2019年3月20日 - 3月24日、座・高円寺2）忠信利平 役
- 朗読劇　天使がいた三十日（2019年5月18日 - 5月19日、TOKYO FM HALL）
- 爆走おとな小学生「初等教育ロイヤル」（大阪公演 2019年6月20日 - 6月23日、ABCホール）山崎くん 役
- Value Live～突然の無人島生活～（2019年8月7日 - 8月12日、バルスタジオ）
- 朗読劇　学園デスパネル2019（2019年9月1日、座・高円寺2）社長 役
- 魔法少女（？）マジカルジャシリカ-マジカル零-ZERO-（2019年9月5日 - 9月16日、CBGKシブゲキ!!）田中クション 役
- 勇者セイヤンの物語(仮)（2019年10月24日 - 28日、シアター1010）兵士6 役
- 勇者セイヤンの物語(真)（2019年12月4日 - 8日、スペース・ゼロ、2019年12月27日 - 30日、近鉄アート館）ギャンブルドアン国王 役
- 蛇骸王METAL（2020年4月1日 - 4月5日、座・高円寺2）主演・スサノオ役 [新型コロナウイルスの影響により全公演中止]

### インターネットラジオ
- デジバズ！（2021年11月11日-、ShibuyaCross-FM） - MC

### 雑誌
- 週刊朝日（2014年9月12日号）表紙

### CM
- 龍谷大学（2014年）
- ノジマ（2017年 - 2018年）[8][9]

### MV
- 東出有貴「Eternal Love」（2018年）